# Сердюк Галина Миколаївна
Сердюк Галина Миколаївна (рос. Сердюк Галина Николаевна) — радянська й українська організаторка кіновиробництва.

## Біографічні відомості
Народ. 29 жовтня 1941 р. в с. Чернятіне Приморського краю (Росія) в родині військового.
Закінчила Київський державний інститут театрального мистецтва ім. І. Карпенка-Карого (1988).
Була директором картин на Київській кіностудії ім. О. П. Довженка.
З 1997 р. — директор кінофірми «Золоті ворота».
Член Національної спілки кінематографістів України.
Виїхала до Бельгії.

## Фільмографія
Директор кінокартин:
- «Спокута чужих гріхів» (1978)
- «Вавилон-ХХ» (1979)
- «Легенда про безсмертя» (1985, у співавт.)
- «Увійди в кожен будинок» (1990, т/ф, 5 а)
- «В тій царині небес...» (1992)
- «Постскриптум»
- «Спосіб вбивства» (1993, виконавчий продюсер) та ін.